# Amy White
Amy Lee White, nach Heirat Amy Lee Ballidis, (* 20. Oktober 1968 in Redondo Beach, Kalifornien) ist eine ehemalige Schwimmerin aus den Vereinigten Staaten. Sie gewann bei Olympischen Spielen eine Silbermedaille und bei Panamerikanischen Spielen eine Goldmedaille.

## Karriere
Amy White besuchte die High School der University of California, Irvine.
Bei den Panamerikanischen Spielen 1983 in Caracas gewann sie über 200 Meter Rücken die Goldmedaille vor ihrer Landsfrau Sue Walsh. 1984 gewann sie den Meistertitel der Amateur Athletic Union über 200 Meter Rücken. Bei den Olympischen Spielen 1984 in Los Angeles erreichte sie das Finale auf ihrer Paradestrecke mit der drittschnellsten Zeit. Im Endlauf gewann die Niederländerin Jolanda de Rover mit 0,66 Sekunden Vorsprung vor Amy White.
Amy White beendete ihre Karriere kurz darauf wegen einer Rückenverletzung. Sie studierte später an der Southern Methodist University und arbeitete als Fachangestellte in einer Rechtsanwaltsfirma, in der sie auch ihren Ehemann kennenlernte.